# Antar Zouabri
Antar ben Mohamed ben Kacem ben Rabie Zouabri (en arabe : عنتر زوابري), dit « Abou Talha Antar » ou « Abou Talha », est le 8e chef du Groupe islamique armé (GIA), un groupe terroriste islamiste armé.

## Biographie
Antar Zouabri est né le 9 mai 1970 à Boufarik, cadet de six enfants: cinq fils : Ali, Ramdane, Achour, Toufik et Antar et une fille Khalida. Ses parents originaires de Médéa avaient migré vers la Mitidja afin de s'installer dans un domaine colonial situé vers Boufarik. Son père Mohamed Zouabri, occupait, avant l'indépendance, un poste d'employé municipal. Sa mère Aïcha était la seconde épouse de son père. L'un des frères aînés d'Antar Zouabri, Ali  (alias « Aliouette »), s'engage en 1989 dans la première djemaa, celle de Mansouri Meliani, est élu du FIS de Boufarik où il instaure des tribunaux islamiques, et devient en septembre 1992 l'un des adjoints d'Abdelhak Layada à la tête du GIA de la Mitidja. Ali Zouabri est abattu par les forces de sécurité le 3 novembre 1993. En 1993, Toufik, le cadet, subit le même sort. Puis en 1997, c'est le tour d'Ahmed et de Rachid. À cette date, Antar Zouabri est le seul des frères encore vivant . À Boufarik, peu de personnes le connaissaient, à l'école il se faisait discret. Perçu comme un mauvais élève issu d'une famille pauvre, il devient très vite voleur et mandataire au marché de gros en fruits et légumes de la ville de Boufarik. 
Activiste du FIS depuis son adolescence, il a fait partie des islamistes envoyés par Ali Benhadj en Irak. En 1993, alors qu'il fait son service militaire, Antar Zouabri déserte et part rejoindre le « GIA », alors dirigé par Abdelhak Layada. En mars 1993, il commet son premier meurtre connu : il assassine les Saheb, un couple d'ingénieurs agronomes et militants communistes. En juillet 1993, il revendiquera ce crime. Le 24 juin 1993, il participe à l'embuscade de Chréa, particulièrement meurtrière pour l'armée: 47 morts. L'année suivante, il s'illustre par le massacre de la famille d'un policier à Haouch Gros. Il effectue des actes dignes d'un criminel : vols, viols, assassinats, ... Grimpant vite les échelons, il devient chef du GIA de la région de Boufarik et bras-droit du nouveau chef Djamel Zitouni (1964-1996), qui est assassiné le 14 juillet 1996 à l'instigation d'un groupe rival. 
Le 16 juillet, Antar lui succède. En août 1996, il promulgue une fatwa déclarant apostat tout Algérien qui refuserait de prendre les armes contre le pouvoir. À ce titre, il organise des massacres de civils à Rais (29 août 1997 près de 400 morts), Bentalha (du 22 au 23 septembre 1997, 300 morts, 67 blessés. un médecin et 5 femmes enlevés),  Sidi Yourte et à Relizane (31 décembre 1997, 517 personnes assassinées au total, la plupart à l’arme blanche, dont plus d’une moitié de femmes et d’enfants; janvier 1998, 62 morts)... Il revendique ses tueries dans un communiqué publié à Londres le 25 septembre 1997 à 13h30 ,en annexe du dernier bulletin Al Ansar. «Le monde doit savoir que toutes les tueries, les massacres, les incendies, les déplacements de population, les enlèvements de femmes sont une offrande à Dieu». À partir de mai 1997, sa tête est mise à prix 4 500 000 de dinars, soit environ 67 000 euros. On annonce à tort qu'il aurait été abattu le 22 juillet 1997 avec plusieurs dizaines de ses partisans , dans une casemate située au bord de l'oued Benabid, dans la région de Hatatba.
Refusant la loi sur la concorde civile promulguée le 13 juillet 1999, par le président Bouteflika, il multiplie les actes de violence contre les populations. Pourtant ses capacités militaires se réduisent. En juin 2001, il est à la tête de moins de 100 hommes, disséminés entre Blida, Médéa et Khemis Miliana qui recourent au vol pour se nourrir. En proie aux offensives de l'armée algérienne et aux attaques d'organisations rivales comme le Groupe salafiste pour la prédication et le combat (GSPC), Antar Zouabri privilégie la guérilla urbaine.
Il est tué à 31 ans le 8 février 2002 par l'armée algérienne devant les caméras de télévision, à Boufarik sa ville natale, surpris alors qu’il se trouvait en compagnie de deux proches collaborateurs,  Boutheldja Fodhil et Hakim Boumediene. Encerclés dans une maison située au centre-ville, à côté du stade municipal, la rue des Frères Kerrar, il a résisté avec ses deux compagnons pendant trois heures aux assauts d’un commando du Groupe d’intervention spécial (GIS, structure relevant du contre-espionnage) et de policiers spécialisés, avant d’être abattu.
Zouabri est le 8e chef du « GIA » abattu depuis 1992. Le 8 mars 2002, le GIA lui donne pour successeur Rachid Abou Tourab,.